# Forêt du Buchholz
Pour les articles homonymes, voir Buchholz.
 (octobre 2010).
Si vous disposez d'ouvrages ou d'articles de référence ou si vous connaissez des sites web de qualité traitant du thème abordé ici, merci de compléter l'article en donnant les références utiles à sa vérifiabilité et en les liant à la section « Notes et références ».
La forêt du Buchholz est le nom usuel donné à la forêt domaniale de Sarreguemines en Moselle. C'est une forêt périurbaine située au sud de Sarreguemines et bordant les communes de Roth et Neufgrange. Elle borde notamment l'étang St Vit. 
Elle comporte un parcours de santé et une aire de loisirs avec des jeux pour enfants. Le Buchholz est aussi un point de rencontre pour le club sportif du CAN (Courez Avec Nous) et du Club vosgien.